# Julius Dutoit
Julius Dutoit (* 13. März 1872 in Darmstadt; † 17. Juni 1958 in München) war ein deutscher Gymnasiallehrer in München und Würzburg. Er übersetzte die gesamte Jataka-Sammlung des Pali-Kanons ins Deutsche.

## Werke
- Dutoit, Julius (1905). Die duskaracarya (Askese) des Bodhisattva in der buddhistischen Tradition, Strassburg, K.J. Trübner.
- Das Leben des Buddha.
- Julius Dutoit (Übers.), Jatakam: Das Buch der Erzählungen aus früheren Existenzen Buddhas, Radelli & Hille, Leipzig, 6 Bände, 1908–1914 Bd.1 / PDF 53 MB Bd.2 / PDF 47.3 MB Bd.3 / PDF 58.2 MB Bd. 4 / PDF 53.8 MB Bd. 5 / PDF 46,2 MB Bd.6 / PDF 59.2 MB(GRETIL e-library) aufgerufen am 24. August 2013